# Браян Куїнн
Браян Куїнн (англ. Brian Quinn; 24 травня 1960, Белфаст) — колишній північноірландський і американський футбольний півзахисник, згодом тренер.

## Кар'єра

### У клубах
Починав виступи в північноірландському «Ларні» в сезоні 1978/79, два наступних сезони провів в англійському «Евертоні», але в іграх чемпіонату не з'являвся.
У 1981 році Куїнн переїхав за океан, у Північну Америку. Перший сезон він провів у клубі «Лос-Анджелес Ацтекс» з NASL, потім два сезони провів у «Монреаль Менік».
У сезоні 1984 року почав виступи за «Сан-Дієго Соккерз», але цей сезон став останнім для ліги, тому до 1992 року він захищав кольори клубу з Сан-Дієго в MISL, де грали в шоубол за схемою 6 на 6. Перемога в цьому турнірі давалася Браяну і його клубу 8 разів. В кінці 1980-х футболіст також виступав за канадський «Гамільтон Стілерз» у Canadian Soccer League.

### У збірній
У 1991—1994 роках Куїнн провів 48 матчів за збірну США, для чого йому довелося прийняти громадянство цієї країни. У складі зоряно-смугастих він здобув перемогу на Золотому кубку КОНКАКАФ 1991 року і завоював третє місце на Кубку Короля Фахда 1992 року. Єдиний свій гол за збірну Браян забив у переможній зустрічі з Гватемалою (3:0). До останнього моменту претендував на участь в домашньому чемпіонаті світу 1994 року, проте у фінальну заявку не потрапив.

### Тренерська кар'єра
В 1997—1999 роках очолював клуб MLS «Сан-Хосе Клеш», ставши наймолодшим тренером в історії ліги. Під його керівництвом клуб здобув 35 перемог і зазнав 41 поразку.
З 2008 року — асистент тренера в команді Університету Сан-Дієго «Сан-Дієго Торрерос».

## Інша діяльність
Має власну футбольну школу. Написав передмову до книги про історію футбольних чемпіонатів світу, яка побачила світ у серпні 2007 року. Коментує футбольні матчі.

## Титули і досягнення
- Переможець Золотого кубка КОНКАКАФ: 1991